# Kamen Rider (serial telewizyjny 1979)
Kamen Rider (jap. 仮面ライダー Kamen Raidā) – japoński serial tokusatsu, szósta odsłona serii Kamen Rider. Serial powstał przy współpracy Ishimori Productions oraz Toei Company. Emitowany był na kanale MBS i TBS w każdą sobotę od 5 października 1979 do 10 października 1980 roku, liczył 54 odcinki.
Z racji tego, że tytuł tej serii jest identyczny z nazwą pierwszej części cyklu, fani zwykle nazywają serial Nowym Kamen Riderem (jap. 新しい仮面ライダー Atarashii Kamen Raidā) lub od tytułu głównej postaci – Skyrider (jap. スカイライダー Sukairaidā). Zbieżność nazw dwóch serii była spowodowana tym, że Nowy Kamen Rider miał być alternatywną wersją oryginalnej serii, prezentującą historię opowiedzianą na nowo. Mimo wszystko doszło do tego, że w serialu pojawia się siódemka Kamen Riderów z lat poprzednich. 
Każdy odcinek zaczyna się od słów "Kamen Rider – Hiroshi Tsukuba jest cyborgiem, który walczy w imię ludzkiej wolności przeciw złej, tajnej organizacji Nowy Szoker" (jap. 仮面ライダー・筑波洋は改造人間である。人類の自由の為に悪の秘密結社ネオショッカーと戦うのだ! Kamen Raidā – Tsukuba Hiroshi wa kaizō ningen de aru. Jinrui no jiyū no tame ni, aku no himitsukessha Neoshokkā to tatakau no da!).

## Fabuła
Młody amator karate i lotni Hiroshi Tsukuba podczas pikniku zostaje zraniony i uprowadzony przez organizację terrorystyczną Nowy Szoker (która powstała na gruzach Szokera z pierwszej serii). Chłopak widział członków tej organizacji, którzy uprowadzali znanego naukowca, doktora Shido. Podczas próby ucieczki naukowiec zostaje zatrzymany i zmuszony do przeprowadzenia operacji, której celem jest zmiana Hiroshiego w posłusznego terrorystom cyborga. Zbuntowany Shido postanowił zmienić chłopaka w wojownika zwanego Kamen Riderem. Hiroshi od tej pory musi powstrzymać Nowy Szoker od próby podboju świata. Pomagają mu w tym Genjirou Tani a także siódemka poprzednich Kamen Riderów. 
Tsukuba jest nazywany Kamen Riderem do odcinka 19. W odcinku 20 Stronger nadaje mu imię Skyrider, ponieważ Tsukuba jest pierwszym Riderem umiejącym latać, i od tamtej pory nazwa ta stała się jego oficjalną.

## Bohaterowie
- Hiroshi Tsukuba (jap. 筑波　洋 Tsukuba Hiroshi) / Skyrider (jap. スカイライダー Sukairaidā)
- Keitarō Shido (jap. 志度 敬太郎 Shido Keitarō)
- Genjirō Tani (jap. 谷 源次郎 Tani Genjirō)
- Midori Kanō (jap. 叶 みどり Kanō Midori)
- GanGan G (jap. がんがんじい Ganganjī)

Poprzedni Riderzy
- Takeshi Hongō/Kamen Rider 1 (jap. 本郷 猛/仮面ライダー1号 Hongō Takeshi/Kamen Raidā Ichigō)
- Hayato Ichimonji/Kamen Rider 2 (jap. 一文字　隼人/仮面ライダー2号 Ichimonji Hayato/Kamen Raidā Nigō)
- Shirō Kazami/Kamen Rider V3 (jap. 風見 志郎／仮面ライダーV3 Kazami Shirō/Kamen Raidā Buisurī)
- Jōji Yūki/Riderman (jap. 結城 丈二／ライダーマン Yūki Jōji/Raidāman)
- Keisuke Jin/Kamen Rider X (jap. 神 敬介／仮面ライダーX Jin Keisuke/Kamen Raidā Ekkusu)
- Daisuke Yamamoto/Kamen Rider Amazon (jap. 山本 大介／仮面ライダーアマゾン Yamamoto Daisuke/Kamen Raidā Amazon)
- Shigeru Jō/Kamen Rider Stronger (jap. 城 茂/仮面ライダーストロンガー Jō Shigeru/Kamen Raidā Sutorongā)

## Media

### Film
- Kamen Rider: The Eight Riders vs. Galaxy King (jap. 仮面ライダー 8人ライダーVS銀河王 Kamen Raidā: Hachi'nin Raidā Tai Gingaō)

Premiera: 15 marca 1980 r.

### Muzyka
Opening
- "Moero! Kamen Rider" (jap. 燃えろ! 仮面ライダー Moero! Kamen Raidā)

Słowa: Shōtarō Ishinomori
Kompozycja i aranżacja: Shunsuke Kikuchi
Wykonanie: Ichirō Mizuki i Kōrogi '73
Odcinki: 1-28
- "Otoko no na wa Kamen Rider" (jap. 男の名は仮面ライダー Otoko no na wa Kamen Raidā)

Słowa: Shōtarō Ishinomori
Kompozycja i aranżacja: Shunsuke Kikuchi
Wykonanie: Ichirō Mizuki
Odcinki: 29-54
Ending
- "Haruka naru ai ni kakete" (jap. はるかなる愛にかけて)

Słowa: Saburō Yatsude
Kompozycja i aranżacja: Shunsuke Kikuchi
Wykonanie: Ichirō Mizuki i Kōrogi '73
Odcinki: 1-28
- "Kagayake! Hachinin Rider" (jap. 輝け! 8人ライダー Kagayake! Hachinin Raidā)

Słowa: Saburō Yatsude
Kompozycja i aranżacja: Shunsuke Kikuchi
Wykonanie: Ichirō Mizuki i The Chirps
Odcinki: 29-54

## Obsada
- Hiroshi Tsukuba: Hiroaki Murakami
- Midori Kanō: Kimiko Tanaka
- Keitarō Shido: Takashi Tabata
- Genjirō Tani: Nobuo Tsukamoto
- Wielki Wódz: Gorō Naya